# غونزالو مونتييل
غونزالو مونتييل (بالإسبانية: Gonzalo Montiel؛ مواليد 1 يناير 1997) لاعب كرة قدم أرجنتيني يلعب في مركز الظهير الأيمن مع نادي إشبيلية في الدوري الإسباني و‌ يلعب أيضا مع منتخب الأرجنتين.
بدأ مونتييل مسيرته الاحترافية مع ريفر بليت في عام 2016، حيث لعب 139 مباراة وفاز بالألقاب بما في ذلك الدوري الأرجنتيني الممتاز في عام 2021 وكأس ليبرتادوريس في عام 2018. في عام 2021 وقع لإشبيلية مقابل 11 مليون يورو.
ظهر مونتيل لأول مرة دوليًا مع الأرجنتين في عام 2019. لقد كان جزءًا من الفرق التي فازت بكأس أمريكا 2021 وكأس العالم 2022، وسجل ركلة الجزاء الفائزة في ركلات الترجيح في النهائي الأخير.

## مسيرته الكروية بلأندية

### ريفر بليت
مولود في غونزاليس كاتان، مقاطعة بوينس آيرس، كان مونتييل نتاجًا لأكاديمية نادي أتلتيكو ريفر بليت. في أكتوبر 2015، استدعى المدير الفني مارسيلو جالاردو اللاعب البالغ من العمر 18 عامًا لأول مرة للمشاركة في مباراة الدوري الأرجنتيني الممتاز في ديفينسا إي جوستيسيا؛ لم يتم استخدامه في الخسارة 1-0 يوم 15 أكتوبر. ظهر لأول مرة في 30 أبريل 2016 في ظهوره الوحيد هذا الموسم، كبديل في الشوط الأول عن بابلو كاريراس في التعادل السلبي على أرضه أمام نادي أتلتيكو فيليز سارسفيلد؛ أجرى جاياردو 11 تغييرًا على فريقه استعدادًا لمباراة الإياب في كأس ليبرتادوريس ضد فريق سي إس دي إنديبندينتي ديل فالي.
لعب مونتيل أربع مباريات في الدوري موسم 2016-2017. في 30 أكتوبر، طرد في مباراة التعادل 2–2 أمام أرسنال ساراندي. ورفع كأس كوبا الأرجنتين بعد أن لعب جميع المباريات من دور الـ16 إلى المباراة النهائية، والتي فاز فيها فريقه على أتلتيكو توكومان. لعب في كأس ليبرتادوريس 2017، وسجل هدفًا وصنع ثلاثة، ولعب كل دقيقة من ربع النهائي إلى نصف النهائي، حيث خسر ريفر بليت أمام نادي أتلتيكو لانوس؛ جاء هدفه المهني الأول في 1 نوفمبر بخسارة 4-2 أمام لانوس.
في موسم 2017–18، لعب مونتيل 35 مباراة، خمسة عشر منها في الدوري. شارك في 14 مباراة حيث رفع الفريق كأس ليبرتادوريس في ملعب سانتياغو برنابيو ضد منافسي سوبر كلاسيكو بوكا جونيورز. لعب خمس مباريات في كأس الأرجنتين، وإقصى الفريق بركلات الترجيح في الدور نصف النهائي ضد جيمناسيا لابلاتا. حصل الفريق على ثنائية هذا الموسم عندما تغلب على بوكا في كأس السوبر الأرجنتيني.
وفي الموسم التالي، لعب مونتيل 12 مباراة في الدوري دون أن يتم استبداله. للموسم الثاني على التوالي، وصل مونتيل إلى نهائي كأس ليبرتادوريس بعد اثنتي عشرة مباراة. ومع ذلك، سيهزم ريفر بليت أمام سي آر فلامنجو. فاز بكأس الأرجنتين مرة أخرى عندما فاز ريفر على سنترال قرطبة، حيث لعب كل دقيقة في مسيرة الكأس. بعد فوزه بكأس ليبرتادوريس الموسم الماضي، شارك ريفر في كأس العالم للأندية حيث احتل المركز الثالث. الإصابة منعته من اللعب في كأس السوبر. بعد تعافيه، عاد لخوض بطولة ريكوبا حيث تغلب ريفر على هزيمته 1-0 في مباراة الذهاب ليفوز باللقب بفوزه 3-0 على نادي أتليتيكو باراناينسي.
في 20 فبراير 2021، سجل مونتيل هدفه الأول في الدوري لصالح ريفر، من ركلة جزاء في الفوز 3-0 على روزاريو سنترال في المباراة الأولى على ملعب مونيومينتال بعد تجديد دام ستة أشهر.
لعب غونزالو مونتييل خلال مسيرته الاحترافية مع نادِ واحدٍ في خمسة مواسم ولم يسجل خلالها أي هدف ضمن 51 مباراة. حيث فاز في ثلاثة مواسم بالكأس ولم يفز بأي دوري.
خاض غونزالو مونتييل مسيرته مع نادي ريفر بليت في موسم 2016 ليلعب معه خمسة مواسم، مشاركًا في 51 مباراة ولم يسجل أي هدف.

### إشبيلية
في 13 أغسطس 2021، وقع نادي إشبيلية الإسباني مع مونتييل بعقد مدته خمس سنوات مقابل 11 مليون يورو. وقع عليه المدير الفني جولين لوبيتيغي ليتنافس مع أيقونة النادي خيسوس نافاس في مركز الظهير الأيمن بعد خروج أليكس فيدال. ظهر لأول مرة في 14 سبتمبر في مرحلة المجموعات بدوري أبطال أوروبا، والتي انتهت بالتعادل 1–1 على أرضه أمام نادي ريد بول سالزبورغ، ليحل محل نافاس في الدقائق الثلاث الأخيرة. بعد ثمانية أيام، شارك أساسيًا في الدوري ضد فالنسيا في ملعب رامون سانشيز بيزخوان، وسجل في الدقيقة 15 من الفوز 3–1 قبل أن يفسح المجال لنافاس قبل مرور ساعة.
طرد مونتيل في 6 نوفمبر 2022 في مباراة ديربي إشبيلية 1–1 أمام ريال بيتيس بسبب خطأ في الدقيقة 38 على أليكس مورينو. في 31 مايو 2023، سجل ركلة الجزاء الفائزة في نهائي الدوري الأوروبي ضد روما في الفوز 4-1 بركلات الترجيح بعد التعادل 1-1، مما ضمن لقبهم السابع في المسابقة.

#### إعارة إلى نوتنغهام فورست
في 23 أغسطس 2023، وقع مونتيل مع نادي نوتنغهام فورست في الدوري الإنجليزي الممتاز على سبيل الإعارة لمدة موسم مع خيار جعل الانتقال دائمًا. وأصبح ثالث أرجنتيني في التاريخ يوقع مع النادي.

## المسيرة الدولية
في مارس 2019، استدعى مدرب الأرجنتين ليونيل سكالوني مونتييل كواحد من عشرة لاعبين محليين لخوض مباريات ودية ضد فنزويلا والمغرب. ظهر لأول مرة في 22 مارس ضد فنزويلا في ملعب ميتروبوليتانو في مدريد، حيث خسر 3-1 بالكامل.
في 11 يونيو 2021، كان مونتييل واحدًا من التشكيلة المكونة من 28 لاعبًا التي أعلنتها الأرجنتين للمشاركة في بطولة كوبا أمريكا 2021. وخاض أربعًا من المباريات السبع التي خاضها الفريق في البطولة بما في ذلك الفوز النهائي الذي اضطر إلى استكماله بنزيف في الكاحل نتيجة تدخل من فريد في الشوط الأول من المباراة.
في نوفمبر 2022، اختير مونتييل في التشكيلة النهائية لكأس العالم 2022 في قطر.
في 18 ديسمبر، تلقى ركلة جزاء في وقت متأخر من الوقت الإضافي بعد لمسة يد سجلها كيليان مبابي، لكن مونتييل سجل بعد ذلك ركلة الجزاء الحائزة على البطولة للأرجنتين في الفوز 4-2 على فرنسا لتفوز بالمباراة النهائية، عندما ذهبت المباراة إلى النهائي. ركلات الترجيح بعد التعادل 3-3.

## الحياة الشخصية
في يونيو 2023، ذكرت صحيفة موندو ديبورتيفو أن الشرطة الأرجنتينية اتهمت مونتييل بالاعتداء الجنسي فيما يتعلق بحادث مزعوم وقع في 1 يناير 2019 

## الإحصائيات المهنية

### النادي
آخر تحديث المباراة لعبت يوم 19 مايو 2024.
| النادي                  | موسم            | الدوري                        | الدوري | الدوري  | الكأس الوطنية | الكأس الوطنية | كونتيننتال | كونتيننتال | آخر    | آخر     | المجموع | المجموع |
| النادي                  | موسم            | قسم                           | مشاركة | الأهداف | مشاركة        | الأهداف       | مشاركة     | الأهداف    | مشاركة | الأهداف | مشاركة  | الأهداف |
| ----------------------- | --------------- | ----------------------------- | ------ | ------- | ------------- | ------------- | ---------- | ---------- | ------ | ------- | ------- | ------- |
| ريفر بليت               | 2016            | دوري الدرجة الأولى الأرجنتيني | 1      | 0       | 0             | 0             | 0          | 0          | 0      | 0       | 1       | 0       |
| ريفر بليت               | 2016–17         | دوري الدرجة الأولى الأرجنتيني | 4      | 0       | 5             | 0             | 3          | 1          | –      | –       | 12      | 1       |
| ريفر بليت               | 2017–18         | دوري الدرجة الأولى الأرجنتيني | 15     | 0       | 6             | 0             | 6          | 0          | 1      | 0       | 28      | 0       |
| ريفر بليت               | 2018–19         | دوري الدرجة الأولى الأرجنتيني | 12     | 0       | 5             | 0             | 13         | 0          | 3      | 0       | 33      | 0       |
| ريفر بليت               | 2019–20         | دوري الدرجة الأولى الأرجنتيني | 19     | 0       | 0             | 0             | 8          | 0          | –      | –       | 27      | 0       |
| ريفر بليت               | 2020–21         | دوري الدرجة الأولى الأرجنتيني | 9      | 0       | 1             | 0             | 10         | 1          | –      | –       | 20      | 1       |
| ريفر بليت               | 2021            | دوري الدرجة الأولى الأرجنتيني | 12     | 3       | 1             | 0             | 5          | 1          | –      | –       | 18      | 4       |
| ريفر بليت               | Total           | Total                         | 72     | 3       | 18            | 0             | 45         | 3          | 4      | 0       | 139     | 6       |
| نادي إشبيلية            | 2021–22         | الدوري الإسباني               | 18     | 1       | 4             | 0             | 6          | 0          | –      | –       | 28      | 1       |
| نادي إشبيلية            | 2022–23         | الدوري الإسباني               | 28     | 0       | 4             | 0             | 11         | 1          | –      | –       | 43      | 1       |
| نادي إشبيلية            | 2023–24         | الدوري الإسباني               | 0      | 0       | 0             | 0             | 0          | 0          | 1      | 0       | 1       | 0       |
| نادي إشبيلية            | المجموع         | المجموع                       | 46     | 1       | 8             | 0             | 17         | 1          | 1      | 0       | 72      | 2       |
| نوتينغهام فورست (إعارة) | 2023–24         | الدوري الإنجليزي الممتاز      | 14     | 0       | 4             | 0             | —          | —          | 1      | 0       | 19      | 0       |
| المجموع الوظيفي         | المجموع الوظيفي | المجموع الوظيفي               | 132    | 4       | 30            | 0             | 62         | 4          | 6      | 0       | 230     | 8       |

### دولي
آخر تحديث المباراة لعبت في 14 يونيو 2024.
| الفريق الوطني | سنة     | تطبيقات | الأهداف |
| ------------- | ------- | ------- | ------- |
| الأرجنتين     | 2019    | 4       | 0       |
| الأرجنتين     | 2020    | 4       | 0       |
| الأرجنتين     | 2021    | 5       | 0       |
| الأرجنتين     | 2022    | 9       | 0       |
| الأرجنتين     | 2023    | 2       | 1       |
| الأرجنتين     | 2024    | 2       | 0       |
| المجموع       | المجموع | 26      | 1       |

آخر تحديث لعبت المباراة 28 مارس 2023.
تسرد النتائج والنتائج عدد أهداف الأرجنتين أولاً، ويشير عمود النتيجة إلى النتيجة بعد كل هدف لمونتيل.

## الإنجازات
ريفر بليت
- دوري الدرجة الأولى الأرجنتيني: 2021  [لغات أخرى]‏
- كأس الأرجنتين: 2015–16، 2016–17،[25] 2018–19
- كأس السوبر الأرجنتيني: 2017، 2019
- كوبا ليبرتادوريس: 2018[26]
- ريكوبا سودأمريكانا: 2016، 2019

إشبيلية
- الدوري الأوروبي : 2022–23 [27]

الأرجنتين
- كأس العالم: 2022[28]
- كوبا أمريكا: 2021[29]
- كأس الأبطال كونميبول–يويفا: 2022[30]

## روابط خارجية
- غونزالو مونتييل على موقع الاتحاد الأوربي (الإنجليزية)
- غونزالو مونتييل على موقع إي إس بي إن إف سي (الإنجليزية)
- غونزالو مونتييل على موقع قاعدة بيانات كرة القدم.إي يو (الإنجليزية)
- غونزالو مونتييل على موقع ليكيب (الفرنسية)
- غونزالو مونتييل على موقع ناشيونال فوتبول تيمز (الإنجليزية)
- غونزالو مونتييل على موقع Soccerbase.com (لاعب) (الإنجليزية)
- غونزالو مونتييل على موقع Soccerway.com (الإنجليزية)
- غونزالو مونتييل على موقع عالم كرة القدم.نت (الإنجليزية)
- غونزالو مونتييل على موقع AS.com (الإسبانية)